# Jenny Wren
Jenny Wren (englisch für „Jenny Zaunkönig“) ist ein Lied des britischen Musikers Paul McCartney, das 2005 als Single A-Seite veröffentlicht wurde. Komponiert wurde es von Paul McCartney.

## Hintergrund
Der Name Jenny Wren basiert zum Teil auf der Figur in Unser gemeinsamer Freund, Charles Dickens’ letztem vollendeten Roman.

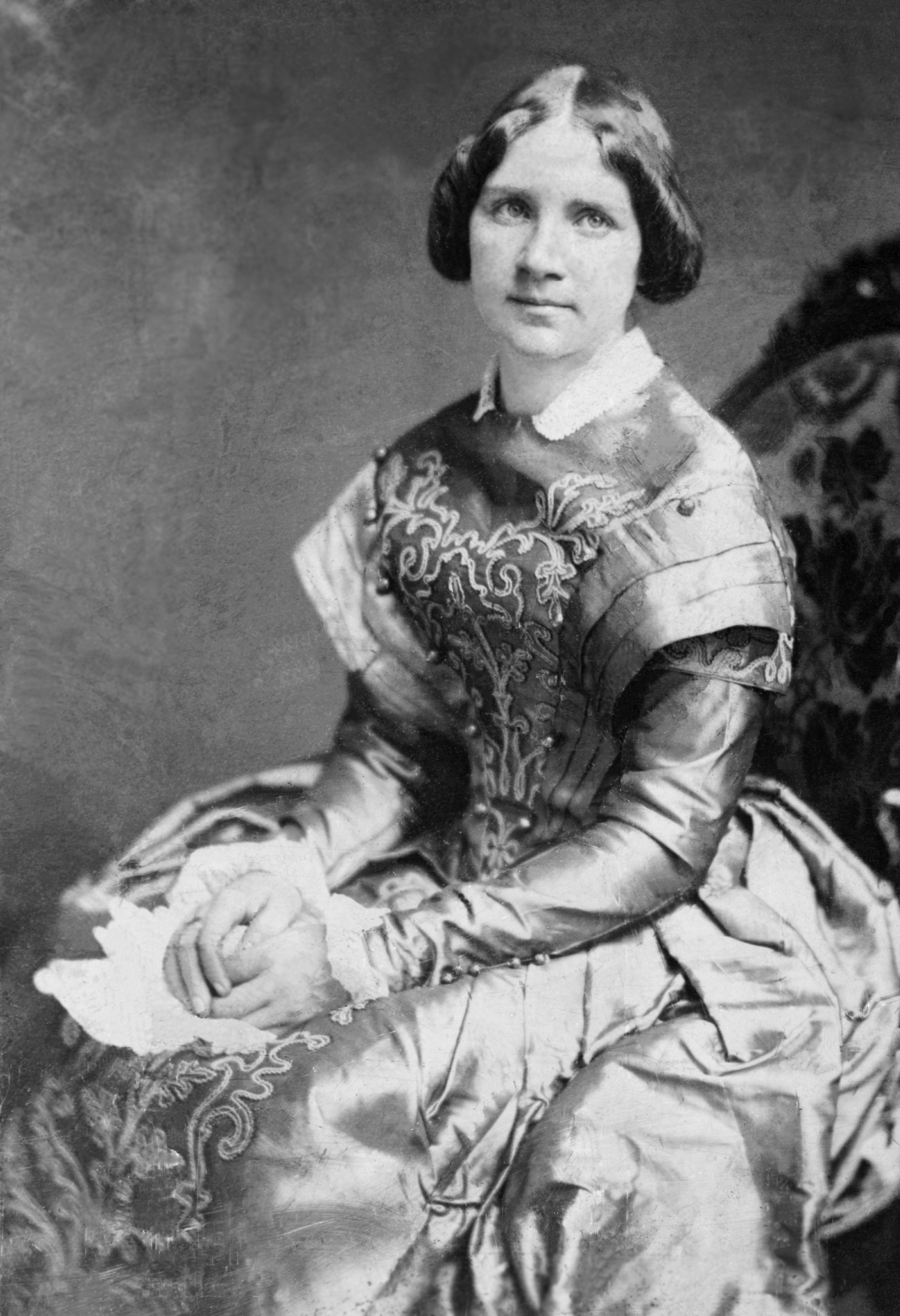
Jenny Lind auf einer Fotografie von 1850

Paul McCartney schrieb 2021 in seinem Buch The Lyrics: 1956 To The Present über das Lied: „In Los Angeles gibt es einen Canyon, in dem ich ganz besonders gerne wandern gehe. Man muss mit dem Auto hinfahren, dasl mache ich häufig, und an dem Tag, an dem der Song entstand, habe ich in einer sehr ländlichen Gegend an einer ruhigen Stelle am Straßenrand geparkt und anstatt spazieren zu gehen einen Song geschrieben. […] Beim Komponieren ist es immer gut, wenn man über eine Welt schreibt, die einem gefällt. Wenn ich über Jenny Wren spreche, dann fällt mir als erste Literatur ein, das tapfere Mädchen aus Dickensʼ Roman Our Mutual Friend, das durch eine positive Einstellung seine schmerzhaften Missbildungen überwindet, und dann sehe ich den Vogel, aber auch wieder eine Person, die in dieser Geschichte eine tolle Sängerin ist. Junge Menschen haben vielleicht nie von ihr gehört, aber in der Generationen meiner Eltern und Großeltern kannten alle die großartige schwedische Opernsängerin Jenny Lind, die auch «Jenny Wren» genannt wurde.“
Der Song enthält ein Duduk-Solo. Das armenische Instrument spielte der venezolanische Musiker Pedro Eustache, den McCartney im November 2002 beim Concert for George in der Londoner Royal Albert Hall kennengelernt hatte.
Jenny Wren war die zweite Singleauskopplung aus dem Album Chaos and Creation in the Backyard und erreichte Platz 22 in Großbritannien in den Charts, in Deutschland konnte sich die Single nicht platzieren. In den USA wurde die Single nicht veröffentlicht.
Für das Lied Jenny Wren wurde ein Musikvideo unter der Regie von Simon Hilton produziert.
Im Jahr 2007, bei den 49. Grammy Awards, wurde Jenny Wren für den Best Male Pop Vocal Performance Award nominiert. Es verlor gegen Waiting On The World To Change von John Mayer.

## Aufnahme
Die Aufnahmesessions für Jenny Wren fanden im Oktober 2004 in den Ocean Way Recording Studios in Los Angeles statt, wobei Nigel Godrich als Produzent fungierte. Darrell Thorp  war der Toningenieur der Aufnahmen. Overdubs erfolgten am 25. Oktober. Wann die Abmischung stattfand ist nicht dokumentiert.
Besetzung:
- Paul McCartney: Gesang, Akustische Gitarre, Tomtom
- Tom Pedro Eustache: Duduk

Tom Pedro Eustache sagte über die Aufnahmesession: „Nachdem wir "Growing Up, Falling Down" beendet hatten, gingen wir alle für eine Mittagspause auf das Dach des Studios. Als wir wieder hereinkamen, nahm Paul seine Akustikgitarre und spielte mir 'Jenny Wren' vor. Nach ein paar Minuten hatte ich seine Struktur gelernt und seinen Notenschlüssel verstanden. Bald sagte uns Nigel Godrich, dass wir so schnell wie möglich aufnehmen sollten, dann spielte er den Grundtrack und ich nahm mein Solo auf. Nur ein Take. Als ich in den Kontrollraum ging, um mir den Song anzuhören, sagte ich zu Paul: "Ich kann es kaum erwarten, den Song mit den restlichen Instrumenten, dem Bass und den Keyboards zu hören..." Er sagte mir, dass es bereits fertig sei: Er wollte, dass es so klingt, als würden zwei Freunde zusammen in einer Kneipe spielen.“

## Coverversionen
Es gibt mehr als zehn Coverversionen von Jenny Wren.

## Veröffentlichung
- Am 12. September 2005 erschien in den USA und in Großbritannien das Album Chaos and Creation in the Backyard auf dem sich Jenny Wren befindet.
- Am 29. November 2005 wurde in Großbritannien die 7″-Vinyl-Single Jenny Wren / Summer of ’59 veröffentlicht.[5] In Europa erschien die CD-Single: Jenny Wren / I Want You to Fly / This Loving Game.[6] In Großbritannien wurde zusätzlich noch die CD-Single Jenny Wren / I Want You to Fly veröffentlicht.[7] In den USA wurde Jenny Wren nicht als Kaufsingle vertrieben. In Europa[8] und den USA[9] wurden auch Promotion-CDs mit dem Titel Jenny Wren hergestellt, die jeweils eine gekürzte und die Albumversion enthält.
- Jenny Wren erschien am 10. Juni 2016 auf dem Kompilationsalbum Pure McCartney.
- Am 2. Dezember 2022 wurde die Singlebox The 7″ Singles Box veröffentlicht, die auch Jenny Wren enthält.